# Xã Bradley, Quận Ouachita, Arkansas
Xã Bradley (tiếng Anh: Bradley Township) là một xã thuộc quận Ouachita, tiểu bang Arkansas, Hoa Kỳ. Năm 2010, dân số của xã này là 2.119 người.